# Hard hersenvlies
Het harde hersenvlies, of dura mater, is een vlies van collageen bindweefsel tussen de schedel en delen van het centrale zenuwstelsel. Dit vlies ligt in principe direct en overal tegen de schedel, maar ook rond het ruggenmerg.
Tussen het harde hersenvlies en de schedel bestaat onder normale omstandigheden geen ruimte. Er kan zich ten gevolge van een bloeding, bloed ophopen. Dit noemt men een zogenaamde epidurale bloeding. In het wervelkanaal bestaat er onder normale omstandigheden wel een ruimte, de epidurale ruimte, tussen het harde hersenvlies en het omringende bot.
Het harde hersenvlies bestaat uit twee lagen: de periostale laag en de meningeale laag. De periostale laag vormt een geheel met het botvlies van de schedel. De meningeale laag is aan de kant van de hersenstructuren gelegen. Tussen de twee lagen liggen op een aantal plaatsen bloedbanen, de bloedsinussen.
Er zijn twee inkepingen van het harde hersenvlies te onderscheiden: de falx cerebri en het tentorium cerebelli. Deze lopen respectievelijk van voorhoofd naar achterhoofd tussen de linker- en rechterhersenhelften tot de hersenbalk en in het achterhoofd tussen de grote hersenen en de kleine hersenen.